# ویکتور پوپوف
ویکتور پوپوف (روسی: Ви́ктор Никола́евич Попо́в؛ زاده ۲۷ اکتبر ۱۹۳۷ درگذشته ۱۹۹۴–۰۴) یک دانشمند در زمینه نظریه میدان‌های کوانتومی اهل روسیه بود.